# تولوكس
بلدية تولوكس (بالإسبانية: Tolox) هي بلدية تقع في مقاطعة مالقة التابعة لمنطقة أندلوسيا جنوب إسبانيا.

## الديموغرافيا
بلغ عدد سكان بلدية تولوكس 2.343 نسمة عام 2011 (وفقاً للمعهد الوطني الإسباني للإحصاء).
| 2.571 | 2.488 | 2.252 | 2.317 | 2.349 | 2.373 | 2.343 |

## أعلام
- رافا جيل